# Lee Foss
Lee Foss er en house/techno-producer fra USA.